# کریوس
کریوس (به یونانی: Κρεῖος, Κριός) در اسطوره‌شناسی یونانی یکی از پیرترین تیتان‌ها، فرزند اورانوس (آسمان) و گایا (زمین) است. به گفتهٔ هزیود، او با اوریبیا، دختر گایا و پونتوس ازدواج کرد و از او صاحب سه فرزند به نام‌های آسترائوس، پالاس و پرسس شد. پیوستن آسترائوس به ائوس، تجسم شخصیت سپیده‌دم، باعث پیدایش ائوسفوروس، هسپروس، آسترایا، دیگر ستارگان و بادها شد.
او نیز همراه با برادرانش در جنگ با المپ‌نشینان شکست خورد و در عمیق‌ترین نقطهٔ هادس، تحت عنوان تارتاروس زندانی گشت.